# Robert Ramsey
Pour les articles homonymes, voir Ramsey.
Robert Ramsey (vers 1590-1644,) est un compositeur et organiste britannique.

## Biographie
Robert Ramsey semble avoir été d'une famille de musiciens à la cour du roi Jacques VI d'Écosse qu'elle suit à Londres après qu'il est devenu le roi Jacques Ier d'Angleterre,.
Il commence probablement à composer aux alentours de 1610 et peut avoir eu des relations à la cour car il a écrit des œuvres (Dialogues of Sorrow upon the Death of the Late Prince Henrie, Sleep fleshly birth et What tears, dear Prince) en hommage à Henry Frederick, prince de Galles, qui meurt en 1612. Il obtient son Bachelor of Music (en) de l'université de Cambridge en 1616,.
Le 5 août 1622, il épouse en l'église St Mary the Great de Cambridge Elizabeth Ryding. Le couple s'installe dans la paroisse de Holy Trinity. Trois enfants naissent de leur union entre 1623 et 1626.
Ramsey est organiste au Trinity College de Cambridge jusqu'à sa mort, et maître des choristes au collège à partir de 1632.
Dans les années 1630, comme John Hilton le jeune, il compose des dialogues mythologiques et bibliques tels que Dives and Abraham, Saul and the Witch of Endor et Orpheus and Pluto.
Parmi ses autres compositions, se distinguent notamment les madrigaux-anthems How are the mighty fallen, à 6 voix, son chef-d'œuvre, et When David heard that Absalon was slain.
Robert Ramsey est inhumé à Cambridge (Holy Trinity) le 12 février 1644,,.